# Jorge Antonio Padilla Leal
Jorge Antonio Padilla Leal (Guadalajara, 6 settembre 1993) è un calciatore messicano, difensore del Rànger's.

## Carriera
Cresciuto nel settore giovanile del Leones Negros UdeG, ha esordito in prima squadra il 25 febbraio 2015 disputando l'incontro di Copa MX pareggiato 1-1 contro il Club Tijuana. Dopo 5 anni trascorsi in seconda divisione, il 1º luglio 2020 firma un contratto con il Mazatlán, formazione della massima serie messicana.

## Statistiche

### Presenze e reti nei club
Statistiche aggiornate al 12 agosto 2021.
| Stagione                          | Squadra                           | Campionato                        | Campionato | Campionato | Coppe nazionali | Coppe nazionali | Coppe nazionali | Coppe continentali | Coppe continentali | Coppe continentali | Altre coppe | Altre coppe | Altre coppe | Totale | Totale |
| Stagione                          | Squadra                           | Comp                              | Pres       | Reti       | Comp            | Pres            | Reti            | Comp               | Pres               | Reti               | Comp        | Pres        | Reti        | Pres   | Reti   |
| --------------------------------- | --------------------------------- | --------------------------------- | ---------- | ---------- | --------------- | --------------- | --------------- | ------------------ | ------------------ | ------------------ | ----------- | ----------- | ----------- | ------ | ------ |
| feb.-mar. 2015                    | Leones Negros UdeG                | LMX                               | 0          | 0          | CM              | 2               | 0               |                    | -                  | -                  |             | -           | -           | 2      | 0      |
| 2015-2016                         | Leones Negros UdeG                | AMX                               | 0          | 0          | CM              | 7               | 0               |                    | -                  | -                  |             | -           | -           | 7      | 0      |
| 2016-2017                         | Leones Negros UdeG                | AMX                               | 32         | 0          | CM              | 2               | 0               |                    | -                  | -                  |             | -           | -           | 34     | 0      |
| 2017-2018                         | Leones Negros UdeG                | AMX                               | 11         | 0          | CM              | 4               | 0               |                    | -                  | -                  |             | -           | -           | 15     | 0      |
| 2018-2019                         | Leones Negros UdeG                | AMX                               | 23         | 0          | CM              | 2               | 0               |                    | -                  | -                  |             | -           | -           | 25     | 0      |
| 2019-2020                         | Leones Negros UdeG                | AMX                               | 22         | 1          | CM              | 3               | 0               |                    | -                  | -                  |             | -           | -           | 25     | 1      |
| Totale Universidad de Guadalajara | Totale Universidad de Guadalajara | Totale Universidad de Guadalajara | 88         | 1          |                 | 20              | 0               |                    | -                  | -                  |             | -           | -           | 108    | 1      |
| 2020-2021                         | Mazatlán                          | LMX                               | 26         | 0          |                 | -               | -               |                    | -                  | -                  |             | -           | -           | 26     | 0      |
| 2021-2022                         | Mazatlán                          | LMX                               | 2          | 0          |                 | -               | -               |                    | -                  | -                  |             | -           | -           | 2      | 0      |
| Totale Mazatlán                   | Totale Mazatlán                   | Totale Mazatlán                   | 28         | 0          |                 | 0               | 0               |                    | -                  | -                  |             | -           | -           | 28     | 0      |
| Totale carriera                   | Totale carriera                   | Totale carriera                   | 116        | 1          |                 | 20              | 0               |                    | -                  | -                  |             | -           | -           | 136    | 1      |